# Hynek Luňák
Hynek Luňák (12. dubna 1926, Praha – 14. května 2014 Třebíč) byl český malíř a grafik, jeho práce jsou v četných galeriích a soukromých sbírkách v České republice a ve světě.

## Život
Hynek Luňák se narodil 12. dubna 1926 v Praze. V letech 1937–1941 v Třebíči navštěvoval reálné gymnázium a pak studoval na Vyšší průmyslové škole strojnické v Betlémské ulici. Svým původním vzděláním byl technik a konstruktér. Pracoval v Sezimově Ústí, ve Zlíně a od roku 1950 v Západomoravských strojírnách v Třebíči jako konstruktér pletacích strojů. Od roku 1956 byl často posílán na služební cesty do zahraničí, zejména do Itálie, kde měl možnost seznámit se s bohatými uměleckými a historickými památkami této země.
Podnikl řadu soukromých cest, vždy za poznáním, s možností rozšíření vědomostí z historie a výtvarného umění. Od roku 1948 se účastnil výtvarných kroužků LUT v Gottwaldově (Zlíně), v Táboře a Třebíči, kde byli jeho učiteli akad. mal. prof. Vladimír Hroch, akad. mal. Josef Kousal a zejména prof. Novotný. V dalších letech se zúčastňoval malířských školení vedených Františkem Grossem, akad. malířem Šámalem a prof. Antonínem Kybalem. Některé jeho práce získaly už v této době mezinárodní ocenění.
V 50. a 60. letech se věnoval konstruktivistické malbě a kresbě s tematikou přístavů, lodí a jeřábů. Od počátku 70. let upřednostňoval kresbu tužkou a pastelem, v grafice kamenotisk, techniku litografie. Vybírá si náměty z domova i ze zahraničních cest, především z Vysočiny, českých a slovenských hor, z Anglie, Bretaně, Řecka, Izraele. Rád se toulal krajinou, která mu byla často inspirací pro další práci. Zaujalo ho překrásné okolí Třebíče, údolí obou řek Jihlavy a Oslavy a především město samotné. A tak věnoval trvalý zájem grafické tvorbě a tvoří obrazy s motivy Třebíče a především malebných zákoutí Zámostí.
V díle Hynka Luňáka se vždy prolínaly dva světy, svět zasněného umělce a svět precizního technika a konstruktéra, kterého nejrůznější konstrukce nejen fascinují, ale protože jim rozumí, dovede je vnořit do děl s antickými památkami. Nejobdivuhodnějšími jsou jeho kreslířské a grafické práce s motivy antické architektury. Vychází z konkrétní, většinou osobně poznané podoby krajiny, měst a památek, do kterých vkládá převážně stavební a technické prvky, které byly s těmito místy spojeny v době dávno minulých civilizací a dotváří je podle své představivosti a fantazie. Cyklus Brány – Lví brána v Mykénách, Brána stojícího času v Pompejích, Brána letního slunovratu Stonehenge v Anglii, to nejsou jenom reminiscence na místa známá z dějin umění a architektury, to je obdiv ke kontinuitě génia lidského ducha, jeho zvídavosti a vynalézavosti, obdiv k jeho touze po hledání nedostupného a nedosažitelného.
Výtvarné činnosti se intenzivně věnoval od roku 1986, kdy odešel do důchodu. Byl členem Unie výtvarných umělců ČR – členem SVUV v Jihlavě. Je zapsán v Národním registru profesionálních výtvarných umělců ČR. Pravidelně se zúčastňoval výstav pořádaných SVUV v Jihlavě, výstav ex libris Chrudim, jako host vystavoval své práce v Hollaru, a výstav drobné grafiky i v zahraničí. Miloval vše krásné, obdivoval přírodu a v ní hledal časté náměty. Zajímal se o historii a jeho vědomosti za dlouhá léta studia byly obsáhlé. Všechny plány byly přerušeny a ukončeny 14. května 2014, kdy zemřel ve věku 88 let.

## Dílo
Používal techniku kamenotisku, kreslil a používal litografii.

## Rodina
S manželkou pedagožkou Mgr. Marií Luňákovou měl dceru Renátu, provdanou Connors, měl také vnuka Daniela.

## Samostatné výstavy
- 1970 – Florencie (Itálie), Galerie Lo Sprone
- 1975 – Jihlava, Oblastní galerie Vysočiny
- 1977 – Třebíč, Jednotný klub pracujících
- 1978 – Praha, Malá galerie Československého spisovatele
- 1979 – Třebíč, Okresní knihovna
- 1981 – Brno, Malá galerie Československého spisovatele; Velké Meziříčí, Jednotný klub pracujících Vysočina
- 1982 – Třebíč, Okresní knihovna
- 1986 – Třebíč, Kulturní a vzdělávací zařízení MěstNV
- 1987 – Brno, foyer kina Družba
- 1991 – Los Angeles BKH FINE ART GALLERY, kolektivní
- 1993 – Třebíč, Kulturní a vzdělávací zařízeni MěstNV
- 1994 – Náměšť nad Oslavou, Stará radnice
- 1995 – Třebíč, galerie firmy HTC Computer
- 2006 – Jindřichův Hradec, galerie INSPIRACE
- 2008 – Třebíč, Galerie Chodba Katolického gymnázia
- 2011 – Třebíč, Městská knihovna
- 2011 – Třebíč, Zadní synagoga
- 2014 – Třebíč, Hotel Joseph 1699
- 2015 – Třebíč, Galerie Kruh v Zámostí
- 2016 – Třebíč, Malovaný dům
- 2017 – Nové Město na Moravě, Horácká galerie[4]
- 2018 – Třebíč, Galerie Tympanon[5]
- 2018 – Praha, Galerie PRE
- 2018 – Velká Bíteš, Městské muzeum Velká Bíteš Kroje
- 2019 - Velká Bíteš, Městské muzeum ve Velké Bíteši Lidová architektura na Horácku
- 2023 - Třebíč,  Městská knihovna v Třebíči Horácké kroje

## Ilustrační tvorba
- 1988 – Alexej Pludek, Takových tisíc let, Blok Brno, 1988